# Portalbau Röhm
Der Portalbau Röhm ist ein Kulturdenkmal in Darmstadt.

## Architektur und Geschichte
Der Portalbau wurde 1916 nach Plänen des Architekten Karl Klee als Erweiterungsbau der Chemischen Fabrik Röhm und Haas erbaut.
Das torartige Bauwerk mit zwei langgestreckten, jeweils zweigeschossigen Seitenflügeln ist ein moderner schlichter Verwaltungsbau mit letzten Anklängen an den Jugendstil, vor allem im oberen Fassadenabschnitt des Torhauses.  